# Les Feux de l'enfer
Pour plus de détails, voir Fiche technique et Distribution.
Les Feux de l'enfer (Hellfighters) est un film américain réalisé par Andrew V. McLaglen, sorti en 1968.

## Synopsis
Chance Buckman dirige une entreprise spécialisée dans l'extinction des feux de puits de pétrole, partout dans le monde. Ses principaux collaborateurs sont Greg Parker, Jack Lomax, Joe Horn et George Harris. Lors d'une intervention, Chance est grièvement blessé et se retrouve à l'hôpital. Sa fille qui s'est éloignée de lui, Tish, est alors rappelée par Jack. Finalement rétabli, Chance retrouve également Madelyn, sa femme qui l'avait quitté car ne supportant plus les dangers de son travail. Quant à Greg, il tombe amoureux de Tish… 

## Fiche technique
- Titre original : Hellfighters
- Titre français : Les Feux de l'enfer
- Réalisation : Andrew V. McLaglen
- Scénario : Clair Huffaker
- Musique : Leonard Rosenman
- Direction artistique : Alexander Golitzen et Frank Arrigo
- Décors : John McCarthy et James S. Redd
- Costumes : Edith Head
- Photographie : William H. Clothier
- Montage : Folmar Blangsted
- Production : Robert Arthur pour Universal Pictures
- Pays de production :  États-Unis
- Langue originale : anglais
- Genre : Film d'action - Couleur (Technicolor - Panavision)
- Durée : 121 minutes
- Dates de sortie :
  - États-Unis : 27 novembre 1968
  - France : 21 février 1969

## Distribution
- John Wayne (VF : Claude Bertrand) : Chance Buckman
- Katharine Ross (VF : Jeanine Freson) : Tish Buckman
- Jim Hutton (VF : Bernard Tiphaine) : Greg Parker
- Vera Miles (VF : Jacqueline Ferrière) : Madelyn Buckman
- Jay C. Flippen (VF : Gérard Férat) : Jack Lomax
- Bruce Cabot (VF : Henry Djanik) : Joe Horn
- Edward Faulkner (VF : Albert Augier) : George Harris
- Barbara Stuart : Irene Foster
- Edmund Hashim (VF : Jean Violette) : le colonel Valdez
- Valentin De Vargas (VF : Philippe Mareuil) : Amal Bokru
- Frances Fong : Madame Loo
- Alberto Morin (VF : Jean-Henri Chambois) : Général Lopez
- Alan Caillou : Harry York
- Laraine Stephens : Helen Meadows
- John Alderson (VF : Pierre Collet) : Jim Hatch
- Lal Chand Mehra (VF : René Bériard) : Dr Songla
- Rudy Diaz (VF : Serge Sauvion) : Zamora
- Bebe Louie : Gumdrop
- Howard Finch : Ed 'Cal' Calhoun
- Pedro Gonzalez Gonzalez (VF : Serge Lhorca) : Hernando (non crédité)
- Big John Hamilton : Lipman
- Chris Chandler : le reporter TV à Houston
- Cactus Pryor : le médecin de Chance